# Judith Gerstenberg
Judith Gerstenberg (* 1967 in Hamburg) ist eine deutsche Dramaturgin, Festivalkuratorin, Hochschullehrerin und ehemalige Hörspielsprecherin.

## Leben und Theater
Judith Gerstenberg studierte Literaturwissenschaften, Philosophie und Kunstgeschichte an der Universität Hamburg und an der Freien Universität Berlin. Nach ihrem Abschluss 1993 und mit Beginn der Intendanz Frank Baumbauer geht sie als Dramaturgieassistentin an das Deutschen Schauspielhaus Hamburg. 1995 wechselte sie als Dramaturgin an das Theater Neumarkt Zürich unter der Leitung von Volker Hesse und Stephan Müller. Die Begegnung dort mit dem Komponisten, Musiker und Theatermann Ruedi Häusermann führte zu einer langjährigen intensiven künstlerischen Verbindung.
1998 holen Stefan Bachmann und Lars-Ole Walburg Gerstenberg in das künstlerische Team, das unter der Intendanz von Michael Schindhelm die Schauspielsparte des Theater Basel übernahm. 1999 wurde diese in der Kritikerumfrage von Theater Heute als „Theater des Jahres“ ausgezeichnet. Von 2003 bis 2006, nach der Übergabe der Schauspieldirektion von Stefan Bachmann an Lars-Ole Walburg, gehört sie gemeinsam mit Matthias Günther, Julia Lochte und Andrea Schwieter zum Leitungsteam. Zu dieser Zeit war Lars-Ole Walburg stellvertretender Schauspieldirektor und Chefdramaturg, ab 2003 dann Schauspieldirektor. Es folgt von 2006 bis 2009 ein Engagement als Dramaturgin am Burgtheater Wien unter der Intendanz von Nikolaus Bachler.
Als zur Spielzeit 2009/10 Lars-Ole Walburg die Intendanz am Schauspiel Hannover übernahm, wurde sie dort Leitende Dramaturgin. In Hannover arbeitete sie mit Regisseuren wie Thorleifur Örn Arnarsson, Heike M. Goetze, Kornél Mundruczó, Tom Kühnel, Felicitas Brucker, Christoph Frick, Thom Luz, Dušan David Pařízek, Claudia Bauer und Lars-Ole Walburg zusammen.
2020 wurde Gerstenberg gemeinsam mit der schwedischen Regisseurin Maria Åberg von der Royal Shakespeare Company in London / Stratford upon Avon, beauftragt eine European Season zu kuratieren. Im gleichen Jahr wurde sie Mitbegründerin der in United Kingdom ansässigen internationalen Theatercompany Projekt Europa.
Zwischen 2021 und 2023 war Gerstenberg Chefdramaturgin für die Bereiche Schauspiel, Tanz, Performance und Literatur am internationalen Festival der Künste Ruhrtriennale, dessen künstlerische Leitung Barbara Frey innehatte.
Ab 2023 kehrte Gerstenberg als Dramaturgin ans Deutsche Schauspielhaus Hamburg unter der Intendanz von Karin Beier.
Sie übernahm Gastdramaturgien am Staatstheater Stuttgart, Schauspielhaus Zürich, bei den Münchner Opernfestspielen und den Salzburger Festspielen.
Gerstenberg hat zwei Töchter mit ihrem Ehemann Lars-Ole Walburg. Ihre Großmutter ist die Schauspielerin Rosemarie Gerstenberg, ihr Vater der Regisseur Andreas Gerstenberg.

## Hochschultätigkeit
Ab 2005 hatte Gerstenberg diverse Lehraufträge an Hochschulen inne, etwa an der Schule für Gestaltung Basel, Zürcher Hochschule der Künste, Akademie für Darstellende Kunst Baden-Württemberg, Gottfried Wilhelm Leibniz Universität Hannover, der Hochschule Hannover und seit 2021 regelmäßig an der Akademie der Bildenden Künste Stuttgart.

## Jurymitgliedschaften
2011 war sie Teil der Jury für den Mülheimer Dramatikpreis. 2015 und 2016 saß sie in der Jury für den Literaturpreis „Text & Sprache“ des Kulturkreises der deutschen Wirtschaft. Seit 2010 ist sie Teil der Kulturkirchenjury der evangelischen Landeskirche Niedersachsen.

## Publikationen (Auswahl)
Sie ist Herausgeberin der Monografien über Ruedi Häusermann (Umwege zum Konzert. Eine Werkschau mit Klangspur. Verlag Theater der Zeit, Berlin 2015). Bettina Meyer (Einszufünfundzwanzig. Bühnen Bilder Räume. Verlag Theater der Zeit, Berlin 2017) und Martin Zehetgruber (Alles Katstrophe! Bühnen. Verlag Theater der Zeit. Berlin, voraussichtlicher Erscheinungstermin Juni 2023).

## Hörspielsprecherin
In jungen Jahren, zwischen 1978 und 1982, war Judith Gerstenberg für insgesamt 18 Hörspielfolgen als Sprecherin für das Label Europa tätig. So sprach sie in 10 Folgen der Reihe Trixie Belden die Brigitte Willer. In der Hörspielversion von Die Kinder des Kapitän Grant sprach sie in zwei Folgen die Mary Grant. In Bille und Zottel übernahm sie in Folge 3 und 4 die Rolle der Bettina. Außerdem war sie in den Hörspielen Was ist mit Bummi los?, Die Hexe Schrumpeldei und der starke Lukas, Aschenputtel und Schneeweißchen und Rosenrot zu hören. Bei allen Produktionen führte Heikedine Körting Regie.